# Kaihlanen (sjö i Kajanaland, lat 65,17, long 28,30)
Kaihlanen är en sjö i Finland. Den ligger i kommunen Suomussalmi i landskapet Kajanaland, i den centrala delen av landet, 600 km norr om huvudstaden Helsingfors. Kaihlanen ligger 175,5 meter över havet. Arean är 91,5 hektar och strandlinjen är 5,68 kilometer lång. Sjön  ingår i Ijo älvs huvudavrinningsområde. 